# Еремеевское
Еремеевское — село в Ярославском районе Ярославской области России, входит в состав Карабихского сельского поселения. 

## География
Расположено в 12 км на юго-восток от центра поселения деревни Карабиха и в 13 км к югу от Ярославля. 

## История
Каменный храм в селе с колокольней построен в 1825 году на средства генерал-майора Ивана Михайловича Бакаева. Престолов было три: во имя Покрова Пресвятой Богородицы; во имя Введения во храм Пресвятой Богородицы; во имя святителя Николая, архиепископа Мир Ликийских, чудотворца.
В конце XIX — начале XX село являлось центром Еремеевской волости Ярославского уезда Ярославской губернии.
С 1929 года село входило в состав Ананьинского сельсовета Ярославского района, с 1959 года — в составе Климовского сельсовета, с 1963 года — в составе Телегинского сельсовета, с 2005 года — в составе Карабихского сельского поселения.
В  состав села вошёл посёлок Садовый.

## Население
| 1859 | 1914 | 2007 | 2010 |
| ---- | ---- | ---- | ---- |
| 69   | ↗115 | ↘19  | ↗33  |

## Достопримечательности
В селе расположены остатки  Церкви Покрова Пресвятой Богородицы (1825).

## Общественный транспорт
Еремеевское обслуживается проходящими автобусными маршрутами №№ 101 Ярославль — Еремеевское, 168 Гаврилов-Ям — Ярославль.